# Distretto di Phutthamonthon
Il distretto di Phutthamonthon (in thailandese: พุทธมณฑล) è un distretto (amphoe) della Thailandia situato nella provincia di Nakhon Pathom.